# Paris-Roubaix 1950
La 48e édition de la course cycliste Paris-Roubaix a eu lieu le 9 avril 1950 et a été remportée par l'Italien Fausto Coppi.
La course est l'une des épreuves comptant pour le Challenge Desgrange-Colombo.

## Résumé
Peu avant Arras, deux coureurs de Mercier-Hutchinson, Maurice Diot et Gino Sciardis, s'échappent et sont rattrapés en quelques kilomètres par Fausto Coppi. Alors que Gino Sciardis est lâché, son équipier Diot ne passe plus les relais, sur les conseils de son directeur sportif Antonin Magne. Coppi multiplie les attaques et finit par lâche son adversaire à Drocourt au kilomètre 201. Aidé par un vent favorable, tirant un énorme braquet, le coureur italien creuse l’écart sur ses adversaires.

## Classement final
|    | Cycliste         | Équipe              | Temps           |
| -- | ---------------- | ------------------- | --------------- |
| 1  | Fausto Coppi     | Bianchi-Ursus       | 6 h 18 min 48 s |
| 2  | Maurice Diot     | Mercier-Hutchinson  | + 2 min 45 s    |
| 3  | Fiorenzo Magni   | Wilier-Triestina    | + 5 min 24 s    |
| 4  | Charles Coste    | Peugeot             | + 5 min 24 s    |
| 5  | Gino Sciardis    | Mercier-Hutchinson  | + 7 min 07 s    |
| 6  | Pierre Molinéris | Bottecchia          | + 7 min 40 s    |
| 7  | André Declerck   | Bertin              | + 7 min 54 s    |
| 8  | Georges Meunier  | La Perle-Hutchinson | + 7 min 54 s    |
| 9  | Georges Claes    | Garin-Wolber        | + 7 min 54 s    |
| 10 | Marcel Kint      | Mercier-Hutchinson  | + 7 min 54 s    |